# دوروثي كانفيلد فيشر
دوروثي كانفيلد فيشر (بالإنجليزية: Dorothy Canfield Fisher)‏ (17 فبراير 1879، لورانس في الولايات المتحدة - 9 نوفمبر 1958، أرلينغتون في الولايات المتحدة)؛ كاتِبة مُتخصِّصة في أدب الأطفال، صحفية، مترجمة وروائية أمريكية.

## روابط خارجية
- دوروثي كانفيلد فيشر على موقع الموسوعة البريطانية (الإنجليزية)
- دوروثي كانفيلد فيشر على موقع إن إن دي بي (الإنجليزية)